# Верх-Ачино
Верх-Ачино — деревня в Тогучинском районе Новосибирской области. Входит в состав Сурковского сельсовета.

## География
Площадь деревни — 48 гектаров.

## Население
| 2002 | 2007 | 2010 |
| ---- | ---- | ---- |
| 89   | ↘72  | ↘37  |

## Инфраструктура
В деревне по данным на 2007 год функционирует 1 учреждение здравоохранения.